# Миллер, Аарон
Аарон Миллер (англ. Aaron Miller; род. 11 августа 1971, Баффало) — бывший американский хоккеист, защитник, игравший в НХЛ с 1995 по 2008 годы.

## Карьера

### Клубная
На драфте НХЛ 1989 года был выбран в 5-м раунде под общим 89-м номером клубом «Нью-Йорк Рейнджерс». На студенческом уровне играл за команду Вермонтского университета, в сезоне 1992/93 он стал капитаном команды и был включен дважды в команду звёзд.
Начал свою карьеру в НХЛ, играя за команду «Квебек Нордикс», а также после переименования команды в «Колорадо Эвеланш». В 1996 году «Колорадо» стал обладателем Кубка Стэнли, но у Миллера не было достаточного количества игр за «Эвеланш», поэтому он не стал обладателем Кубка Стэнли.
Отыграв почти шесть сезонов за «Эвеланш», 21 февраля 2001 года вместе с Адамом Дэдмаршем он был обменян в «Лос-Анджелес Кингз» По итогам сезона 2001/02 за «Кингз» он собрал ряд наград, включая лучшего защитника команды и лучший оборонительный игрок. Из-за травм и операций он пропускал много игр, играя половину сезонов.
9 июля 2007 года в качестве свободного агента подписал на один год контракт с «Ванкувер Кэнакс» По окончании сезона завершил карьеру игрока.

### Международная
На ОИ-2002 в составе сборной США завоевал серебряные медали.
Играл за сборную на двух чемпионатах мира ЧМ-2004 и ЧМ-2005; в 2004 году в составе команды завоевал бронзовые медали.